# NGC 7561
NGC 7561 је појединачна звезда у сазвежђу Рибе која се налази на NGC листи објеката дубоког неба.
Деклинација објекта је + 4° 31' 21" а ректасцензија 23h 15m 57,5s. Привидна величина (магнитуда) објекта NGC 7561 износи 15,8 а фотографска магнитуда 13,9.